# 청주 안심사 대웅전
청주 안심사 대웅전(淸州 安心寺 大雄殿)은 충청북도 청주시 서원구 남이면, 안심사의 주존불을 모신 법당이다. 목조기와집으로 조선 중기의 일반형 건물이다. 규모는 정면 3칸, 측면 2칸이다. 1980년 6월 11일 대한민국의 보물 제664호로 지정되었다.

신라 혜공왕 11년(775년)에 진표율사가 창건하고 고려 충숙왕 12년(1325년)에 원명국사가 중건하고, 그 후 조선 인조 4년(1626년)에 송암대사가 중건하였다. 현존 건물은 송암대사가 중건한 것으로 청원군에서는 가장 오래된 건물이다.
대웅전의 암막새 기와에는 강희 11년 명문(銘文)이 있어서 조선 현종 13년(1672년)에 기와를 다시 올린 것을 알 수 있으며, 1980년에도 기와를 거의 교체하여 보수하였다. 1989년에는 단청을 새로 하였다.

## 개요
안심사는 법주사에 딸린 작은 절이다. 통일신라 혜공왕 11년(775)에 진표율사가 지었다고 하는데 편안한 마음으로 제자를 길렀다 해서 안심사라는 이름을 붙였다고 한다. 고려 충숙왕 12년(1325)에 원명국사가 다시 짓고 인조 4년(1626)에 송암대사가 수리하였다고 하며 한말에 고쳐 세워 오늘에 이르고 있다.
지금 있는 대웅전은 확실하게 지은 시기를 알 수는 없지만, 1979년 해체·수리 때 발견한 기와의 기록으로 미루어 조선 인조 때의 건물로 보인다.
석가모니 불상을 모셔 놓은 이 건물은 앞면 3칸·옆면 2칸 규모이며, 지붕은 옆면이 사람 인(人)자 모양을 한 맞배지붕이다. 원래는 맞배지붕이 아니었을 것으로 추정하는데 여러 차례 수리를 통해 건물이 축소·변형되면서 지붕 형식도 바뀐 것으로 보인다. 지금은 지붕 처마를 받치기 위해 장식하여 짜아 만든 구조가 기둥 위뿐만 아니라 기둥 사이에도 있는 다포 양식이다.

## 현지 안내문
이 대웅전은 안심사의 법당으로서 조선 중기의 일반적인 목조기와집이다. 신라 혜공왕 11년(775) 진표율사가 처음 건립하였다. 현재의 건물은 1626년에 중건된 것으로 추정되는데 처마 끝에 장식된 암막새 기와에 "강희십일년임자(康熙十一年壬子)"라 새긴 글씨가 있어 현종 13년(1672)에 기와를 다시 올린 사실을 알 수 있고 그 후에도 수차 보수를 거듭하여 오늘에 이른 것으로 추정된다.
3단의 자연석으로 된 기단 위에 다듬지 않은 자연석을 초석으로 삼았으며 건물구조는 정면 3칸, 측면 2칸의 다포식 맞배건물로 측면에도 공포가 있어서 매우 이례적이다.
건물 내부의 천장에는 대웅전을 장엄하게 보이기 위해 화려한 작은 모형집(닫집)을 만들었다.

## 사진

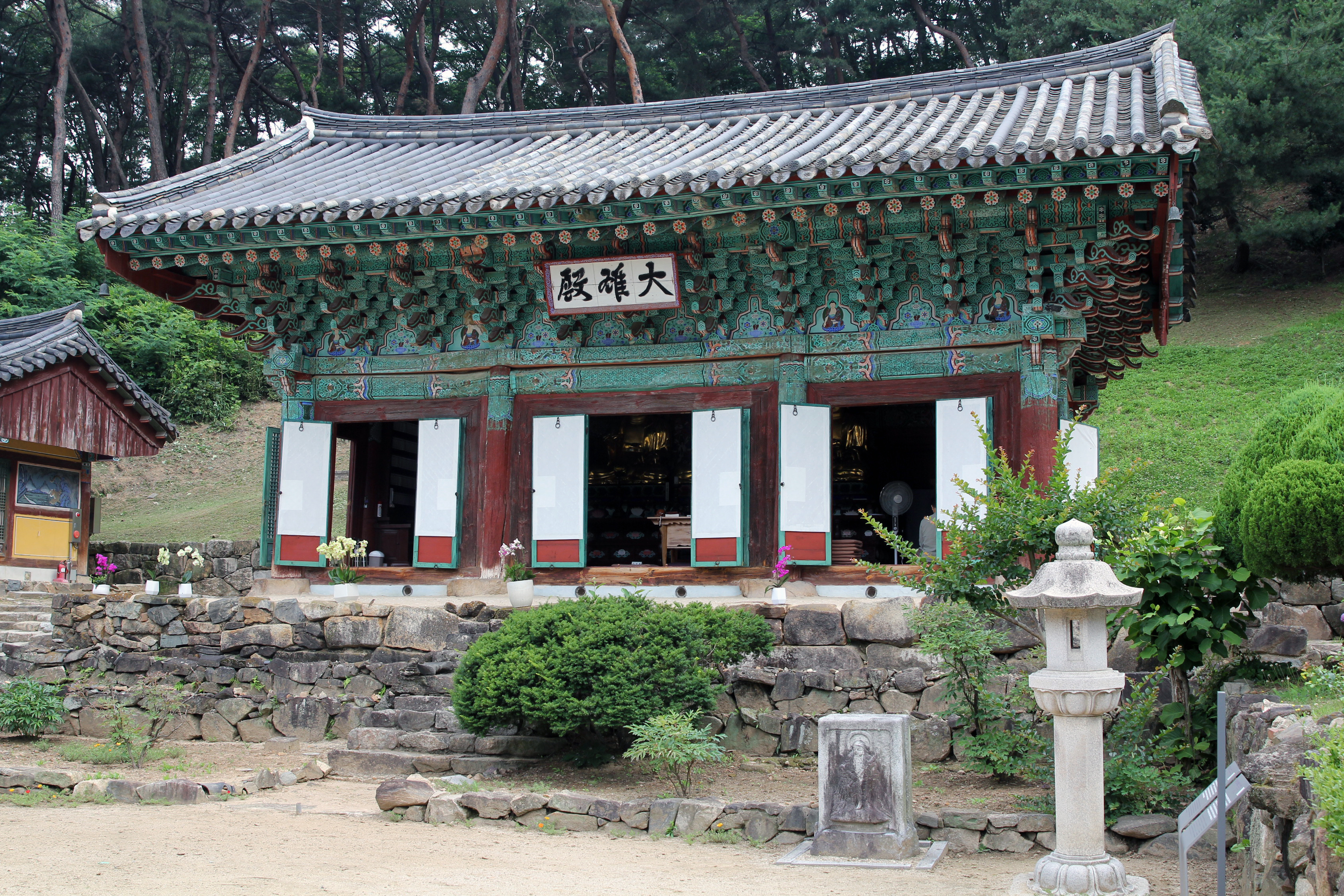

## 같이 보기
- 안심사

## 참고 자료
- 청주 안심사 대웅전 - 국가유산청 국가유산포털